# Kälktjärnen (Ljusnarsbergs socken, Västmanland)
Kälktjärnen är en sjö i Ljusnarsbergs kommun i Västmanland och ingår i Norrströms huvudavrinningsområde.